# Jordi Gumí i Cardona
Jordi Gumí i Cardona (Barcelona, 28 d'abril de 1931 - 18 de setembre de 2013) fou un fotògraf català.

## Biografia
Es dedicà professionalment a la fotografia des del 1957, reeixint especialment en la il·lustració de llibres temàtics. El 1960 va fer la seva primera exposició individual, Impressions de Lapònia, i el 1968 va fer un estudi sobre l'obra d'Isidre Nonell que va rebre el premi Alfons Bonay i Carbó de l'Institut d'Estudis Catalans. El 1978 fou nomenat Maître photographe européen per l'Associació Europea de fotògrafs professionals.
Fou professor de fotografia a l'Escola Massana de Barcelona entre 1969 i 1996, i sotsdirector de l'Institut d'Estudis Fotogràfics de Catalunya (1973), ha publicat diversos llibres sobre tècnica fotogràfica. L'abril de 2010 fou guardonat amb la Creu de Sant Jordi per part de la Generalitat de Catalunya. També ha estat regidor de cultura a Tavertet.

## Obres
Les seves fotografies han il·lustrat llibres com:
- L'art romànic a Catalunya (3 volums, 1973-75)
- L'art popular a Catalunya (1976)
- L'Art del Menjar a Catalunya (1977)
- Ceràmica Popular Catalana (1978)
- L'Art Gòtic Català (2 volums 1977, 1979)
- La joguina a Catalunya (1981)
- El Llibre de les Bèsties (1983)
- Això és Catalunya (1989)
- Roma a Catalunya (1992)
- Les Catedrals de Catalunya (1994)

Altres obres seves són:
- Fotografia para Profesionales (1976)
- Diccionari de Tècniques Pictòriques (1987)
- Identificación de las Obras Pictóricas (1996)
- Apunts de fotografia (2004)
- La Pinacologia (2007)